# Dietrich Mahlo
Dietrich Mahlo (* 8. Januar 1935 in Berlin) ist ein deutscher Rechtsanwalt, ehemaliger Berliner Landesverfassungsrichter und Politiker (CDU).
Mahlo studierte Jura an verschiedenen Universitäten und wurde in Hamburg im Völkerrecht promoviert. Von 1964 bis 1972 gehörte er dem Diplomatischen Dienst an, seitdem ist er Rechtsanwalt in Berlin.
Dem Berliner Abgeordnetenhaus gehörte Mahlo von 1979 bis 1987 an, danach bis 1998 dem Deutschen Bundestag. 
Er ist Verfasser einer Monographie zur frühen Geschichte Birmas im Spiegel seiner Münzkultur (The early coins of Myanmar / Burma;  Bangkok 2013; 192 S.)
Von März 2000 bis Juni 2007 amtierte er als Richter am Berliner Verfassungsgerichtshof.

## Weblink
- Biographie beim Deutschen Bundestag